# Сан Пјетро (Потенца)
Сан Пјетро је насеље у Италији у округу Потенца, региону Базиликата.
Према процени из 2011. у насељу је живело 212 становника. Насеље се налази на надморској висини од 753 м.